# Turbulina
Turbulina es un género de foraminífero bentónico normalmente considerado un subgénero de Rotalia, es decir, Rotalia (Turbulina), pero aceptado como sinónimo posterior de Epistomina de la subfamilia Rotaliinae, de la familia Rotaliidae, de la superfamilia Rotalioidea, del suborden Rotaliina y del orden Rotaliida. Su especie tipo era Rotalia (Turbulina) elegans. Su rango cronoestratigráfico abarcaba el Holoceno.

## Clasificación
Turbulina incluía a la siguiente especie:
- Turbulina elegans, también considerado como Rotalia (Turbulina) elegans, y aceptado como Epistomina elegans